# Era del petroli

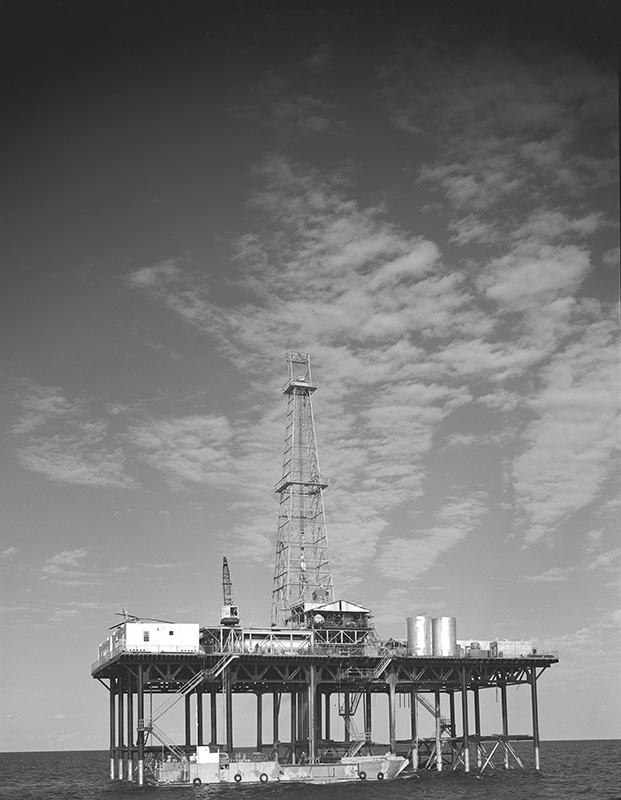
Plataforma de perforació de pous petroliers costa dintre del mar. Continental Oil Co., CATC, Golf de Mèxic, 1955.

L'era del petroli, també coneguda com a era de l'Oli, o edat del petroli, es refereix a l'era en la història humana caracteritzada per un major ús de petroli en productes i com combustible. Encara que el petroli no refinat s'ha utilitzat per a diversos fins des de l'antiguitat, va ser durant el segle xix que es van desenvolupar tècniques de refinament i es van crear motors de benzina.
Encara que el petroli cru ha estat utilitzat per a una varietat de propòsits durant milers d'anys, es considera que l'Era del petroli va començar a la dècada de 1800 amb l'avançament de les tècniques de perforació, així com el processament dels productes utilitzats en els motors de combustió interna. Alternativament, l'edat del petroli pot situar-se en e] primer període fins principi] del segle xx, quan el consum de petroli i la utilització dels motors de combustió van augmentar. La societat industrial contemporània es basa sobre manera en els recursos petrolífers, però el futur de l'era del petroli s'ha tornat cada vegada més controvertit.

## Història
Des del començament de la Revolució Industrial, els combustibles fòssils s'han utilitzat com a fonts d'energia. El carbó va començar a ser àmpliament utilitzat després de 1800 i continuaria estant la font d'energia dominant al segle xx. Tanmateix, dos esdeveniments van preparar l'escenari per a l'Era del petroli: el primer va ser el 1846, quan Abraham Gesner va inventar el querosè, fent que el carbó i el petroli fossin primeres matèries pràctiques per encendre combustible. El segon va ser el 1859, quan Edwin Drake va inventar el primer procés de perforació modern per a pous de petroli profunds. John D. Rockefeller va fundar la companyia Standard Oil, que va dominar la indústria petroliera i va ser el primer gran fideïcomís empresarial dels Estats Units. El 1870, va fundar Standard Oil Company i la va dirigir fins que es va retirar oficialment el 1897. Karl Friedrich Benz va desenvolupar un automòbil propulsat per benzina el 1878 i, el 1879, va obtenir una patent per a l'automòbil. La invenció del motor de combustió interna va ser la principal influència a l'augment de la importància del petroli. El començament de l'era contemporània del petroli es creu que es va originar en 1901 amb la vaga a Spindletop de l'explorador petrolier croat Antun Lucic, a la vora de Beaumont, Texas, que va llançar una producció petroliera a gran escala i aviat va fer que els productes derivats del petroli estiguessin àmpliament disponibles.
Impulsat pel creixent ús del petroli, l'expansió econòmica posterior a la Segona Guerra Mundial va ser un període de prosperitat econòmica a mitjan segle XX que es va produir després del final de la Segona Guerra Mundial el 1945 i va durar fins a principis dels anys setanta. Va acabar amb la crisi del petroli del 1973. El 1956, el geofísic M. King Hubbert dedueix que la producció de petroli dels Estats Units assolirà el seu punt màxim entre 1965 i 1970 —va assolir el seu punt màxim el 1971— i que la producció de petroli arribarà al seu pic «d'aquí a mig segle» sobre la base de dades de 1956. El 1989, un altre cim predit va ser per Colin Campbell.
Des dels anys 1960 i 1970, quan la producció de petroli va arribar al seu punt màxim en moltes nacions industrialitzades, un tema freqüent d'especulació entre els estudiosos ha estat quan la producció mundial assolirà el seu punt màxim, així com quan i com acabarà l'era del petroli. D'acord amb algunes definicions, l'era es defineix com que acaba en el punt on el consum supera la producció decreixent fent que el seu ús sigui inútil o impossible.

Tendència del preu del petroli, 1861-2007, tant nominal com ajustada a la inflació.

## Petroli contemporani
Amb l'adveniment de l'anomenada era atòmica, molts observadors a mitjan segle xx creien que l'Era del petroli estava arribant ràpidament a la seva fi. El canvi ràpid a la potència atòmica previst durant aquest període mai no es va materialitzar, parcialment a causa de les temors ambientals després dels accidents d'alt perfil com l'accident de Three Mile Island el 1979 i el desastre de Chernobyl el 1986.
El pic del petroli és el moment en què s'assoleix la taxa màxima d'extracció de petroli, i després d'això s'espera que la taxa de producció entri en declivi terminal. Molts creuen que estem en o a la vora del pic, posicionant-nos en la segona meitat de l'era del petroli. Alguns estimen que, suposant taxes de consum actuals, les reserves actuals de petroli duraran almenys fins a l'any 2040. El 2004, l'OPEP va estimar, amb inversions substancials, que gairebé duplicaria la producció petroliera pel 2025.